# Brachypogon medusae
Brachypogon medusae är en tvåvingeart som beskrevs av Debenham 1991. Brachypogon medusae ingår i släktet Brachypogon och familjen svidknott. Inga underarter finns listade i Catalogue of Life.